# Carl Giebeler
Carl Giebeler (* 15. September 1812 in Kupferberg (Wipperfürth) im Kanton Wipperfürth; † im 19. Jahrhundert) war ein deutscher Hüttenbesitzer und Abgeordneter der Landstände des Herzogtums Nassau.

## Leben

### Herkunft und Familie
Carl Giebeler war der Sohn der Bergrats Johann Jacob Giebeler (1787–1848) und dessen Ehefrau Anna Elisabeth Bescherer (* 1795, Tochter des Gerichtsschöffen Johannes Bescherer und der Anna Kempf). Carls Bruder Wilhelm (1820–1884) war später preußischer Bergrat.
Am 7. August 1838 heiratete Carl in Wetter an der Ruhr Elisabeth Mittler (1816–1869), Tochter des Papiermüllers Philipp Mittler und der Margarethe Butterweck. 

### Unternehmerisches Wirken
In den Jahren von 1824 bis 1827 besuchte er die Lateinschule in Dillenburg,
absolvierte nach dem Abitur ein Studium in der Bergbaukunde und war als Berginspektor eingesetzt. In dieser Funktion oblag ihm die Aufsicht über ein Bergrevier.
Am 23. April 1839 schloss er mit Christian Frank einen Gesellschaftsvertrag über den gemeinschaftlichen Betrieb des Niederschelder Hammers (auch Adolphshütte)  unter der Firmierung Frank & Giebeler. 
Frank war 1831 als evangelischer Pfarrer wegen seiner liberalen Einstellung entlassen worden und hatte 1836 (über einen Strohmann) gemeinsam mit seinem Bruder Georg Frank ein Hammerwerk gegründet.
Giebeler und Frank ersteigerten den Niederschelder Hammer mitsamt seinen Wasserrechten für 6.000 Gulden. Der Gesellschaftsvertrag vom 13. November 1839 verteilte das Kapital von 36.000 Gulden zu gleichen Teilen auf Frank, Giebeler und der Gießerei Englerth & Cümnzer. 
Giebeler wurde zum Geschäftsführer für ein Jahresgehalt von 1.000 Gulden bestimmt. Später wurde der Betrag auf 2.000 Gulden festgesetzt.
Er schied am 31. Dezember 1873 aus dem Unternehmen aus und verkaufte seine Anteile für 40.000 preußische Taler an die Geschwister Frank.
Der Niederschelder Hammer führte von 1840 an den Namen Adolfshütte, benannt nach dem regierenden Herzog Adolph. 

### Politische Betätigung
Von 1854 bis 1857 war er als Nachfolger von Karl Keim bzw. Ferdinand Jacob Jung Mitglied der Zweiten Kammer der Landstände des Herzogtums Nassau für den Wahlkreis I (Dillenburg). Das Gremium hatte 18 bzw. 22 Mitglieder. Für die Grundbesitzer waren 15 Mandate vorgesehen. Die restlichen Abgeordneten stammten überwiegend aus den Reihen der Gewerbetreibenden.
1861 legte er sein Mandat nieder. Zum Nachfolger wurde Daniel Raht gewählt. 
Giebeler kam in die Politik zurück und war von 1864 bis 1866 Mitglied der Ersten Kammer des Nassauer Landtags, gewählt aus der Gruppe der Gewerbetreibenden.
Er war Mitglied der Nassauischen Fortschrittspartei.

### Öffentliche Ämter
1870 Mitglied der Industrie- und Handelskammer Dillenburg.